# BMS (motocicleta)

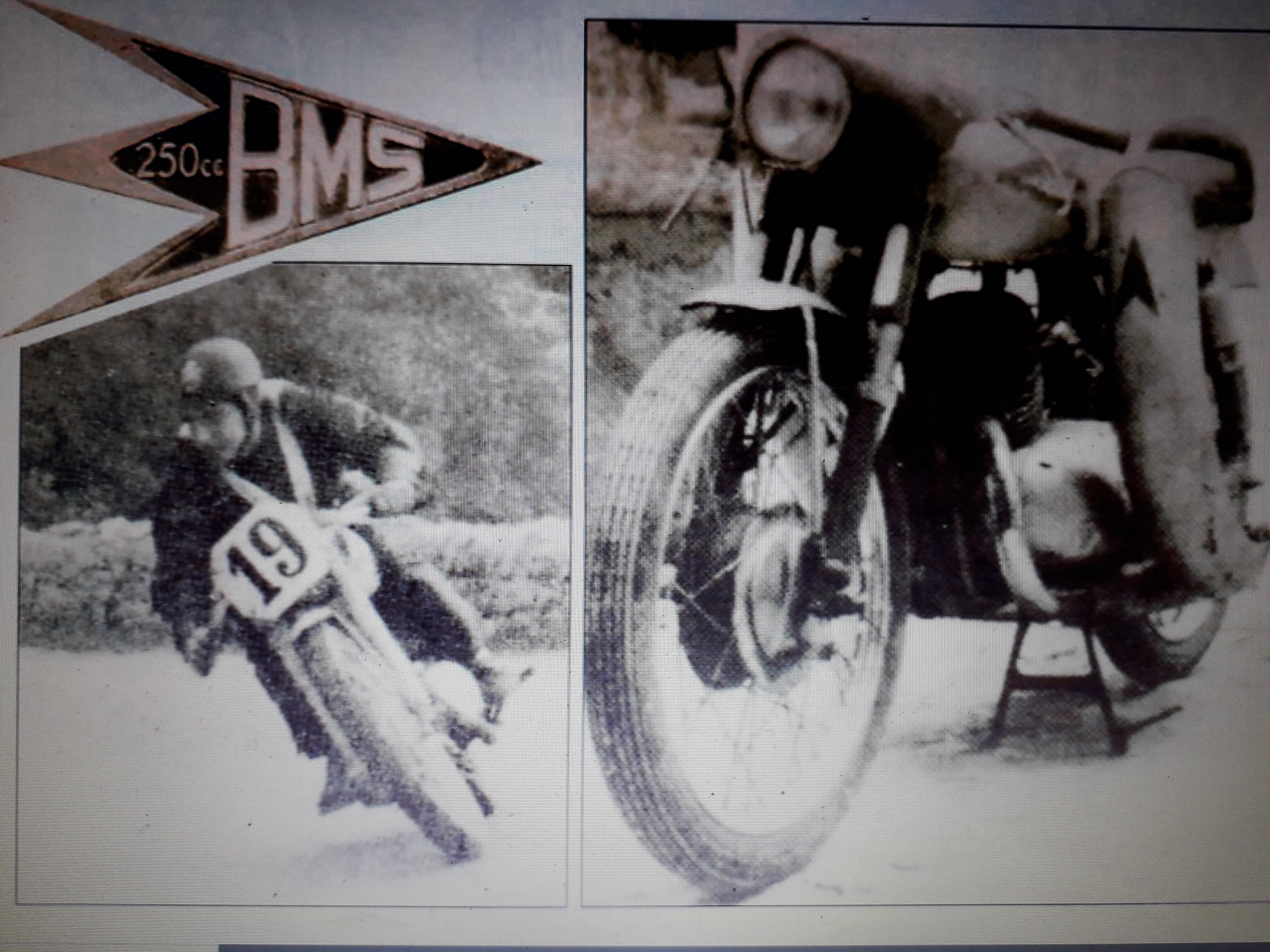
La BMS 250cc de vora 1955

BMS (o B.M.S., inicials del seu creador) fou una marca mallorquina de motocicletes de velocitat, fabricades a Santa Margalida el 1955 per Baltasar March Santandreu, distribuïdor de les motos Ardilla i Santonja a Mallorca. Les BMS duien motor de dos temps de 250 cc i oferien grans prestacions, però només se'n fabricaren 10 unitats, venudes principalment a Madrid.
Les motos BMS estaven equipades amb una vàlvula flexible que impedia la reculada del combustible i millorava el rendiment del motor.
Hi ha constància de la participació d'una BMS en la VII Vuelta a Mallorca, el 22 de maig de 1955, pilotada pel mateix B. March Santandreu, encara que es va haver de retirar per avaria a la categoria de 250 cc. També en va participar una a la Pujada al Coll de Sóller el 19 de novembre del mateix any, on quedà en tercera posició a la categoria de 250 cc, aquest cop pilotada per Joaquín Górriz.